# Siparuna obstipa
Siparuna obstipa är en tvåhjärtbladig växtart som beskrevs av J. F. Macbride. Siparuna obstipa ingår i släktet Siparuna och familjen Siparunaceae. Inga underarter finns listade i Catalogue of Life.